# Život, vesmír a vůbec
Život, vesmír a vůbec je třetí román pětisvazkového díla Stopařův průvodce Galaxií anglického autora Douglase Adamse vydaný roku 1982. Název odkazuje k otázce života, vesmíru a vůbec.
Děj knihy navazuje na Restaurant na konci vesmíru, a točí se kolem vražedných robotů z planety Krikkitu. Kromě šestice postav známých z předchozích dílů se zde poprvé objevuje Agrajag a Wowbagger Táhnoucísedonekonečna.
Původně Adams příběh připravoval pro šest epizod seriálu Doctor Who Toma Bakera, ale byl odmítnut BBC. Po vydání románu se uvažovalo o zařazení do televizního seriálu Stopařův průvodce po Galaxii, nicméně to také nebylo přijato.

## Vydání
- ADAMS, Douglas. Život, vesmír a vůbec. Překlad Jana Hollanová. Plzeň: Laser, 1994. 207 s. ISBN 80-85601-86-9.